# Боґачево (Гіжицький повіт)
Боґачево (пол. Bogaczewo, нім. Reichensee) — село в Польщі, у гміні Ґіжицько Гіжицького повіту Вармінсько-Мазурського воєводства.
Населення — 256 осіб (2011).
У 1975-1998 роках село належало до Сувальського воєводства.

## Демографія
Демографічна структура станом на 31 березня 2011 року:
|          | Загалом | Допрацездатний вік | Працездатний вік | Постпрацездатний вік |
| -------- | ------- | ------------------ | ---------------- | -------------------- |
| Чоловіки | 132     | 33                 | 87               | 12                   |
| Жінки    | 124     | 25                 | 82               | 17                   |
| Разом    | 256     | 58                 | 169              | 29                   |